# Степний (Хайбуллінський район)
Степни́й (рос. Степной, башк. Степной) — село у складі Хайбуллінського району Башкортостану, Росія. Входить до складу Ак'ярської сільської ради.
Населення — 756 осіб (2010; 763 в 2002).
Національний склад:
- башкири — 91%